# 덴비셔

덴비셔

덴비셔(영어: Denbighshire, 웨일스어: Sir Ddinbych 시르딘비흐)는 웨일스 북동부에 위치한 주급 자치시로 행정 중심지는 루딘이며 면적은 844km2, 인구는 93,700명(2011년 기준), 인구 밀도는 115명/km2이다. 동쪽으로는 브리젠드 자치시와 론다커논타브, 북쪽으로는 포이스와 카마던셔, 서쪽으로는 스완지와 접한다.